# پرداخت الکترونیکی عوارض
پرداخت الکترونیکی عوارض (به انگلیسی: Electronic Toll collection (ETC)) یک روش برای اخذ عوارض بزرگراه‌ها و جاده هاست به‌طوری‌که خودرو در محل عوارضی توقف نکرده و مبلغ عوارضی به‌طور الکترونیکی از حساب وی کسر می‌شود.
سیستم جمع‌آوری عوارض جاده به صورت الکترونیکی در واقع اقتباسی از سیستم نظامی تشخیص دشمن از دوست است که با هدف حذف تاخیر در جمع‌آوری عوارض جاده با استفاده از سیستم الکتریکی به وجود آمده‌است. این سیستم مشخص می‌کند که آیا خودروی عبوری در برنامه جمع‌آوری عوارض ثبت نام کرده‌است یا خیر. در حالتی که خودرو ثبت نام کرده باشد این عوارض از حساب صاحب خودرو برداشته می‌شود و در صورت عدم ثبت نام با اعلام هشدار این خودروها مشخص می¬شوند.
سیستم ETC، با استفاده از تجهیزات الکترونیکی مانند تگ‌های DSRC یا تگ‌های RFID یا دوربین‌های پلاک خوان، خودرو را شناسایی کرده و در صورتی‌که خودرو ثبت نام نکرده یا مبلغ عوارضی را پرداخت نکرده باشد، از طریق دوربین‌های پلاک خوان جریمه می‌شود.
این سیستم، علاوه بر استفاده در بزرگراه‌ها برای اخذ عوارض، در مناطق شهری نیز برای محل‌های طرح ترافیک و برای دریافت مبالغ طرح ترافیک Congestion Charging نیز استفاده می‌شود.

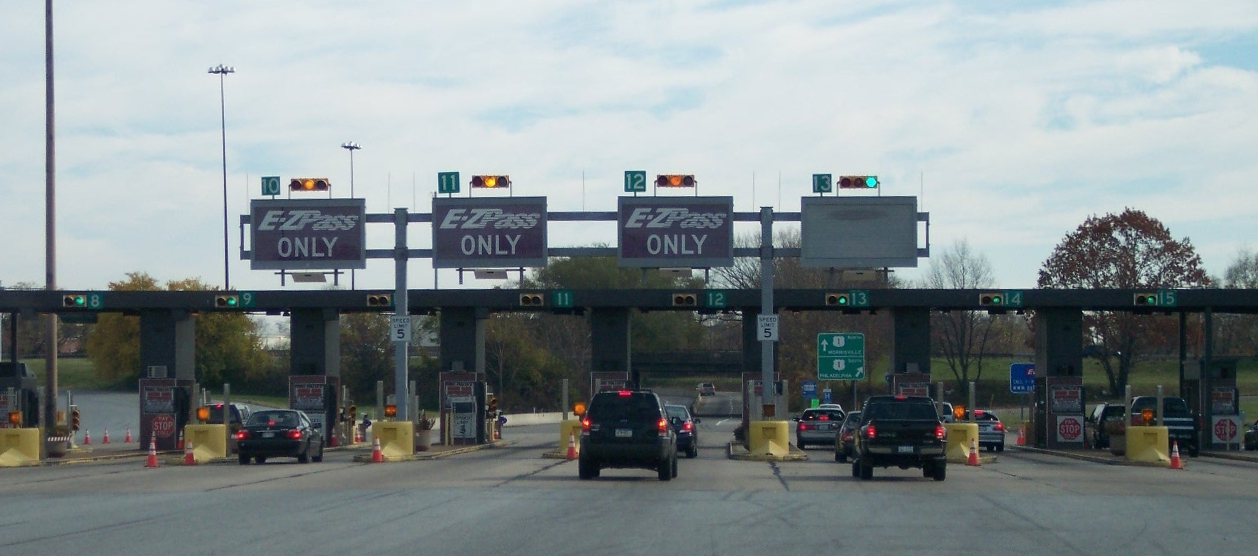
یک گیت عوارضی الکترونیکی در پنسیلوانیا- آمریکا.

## اجزای سیستم

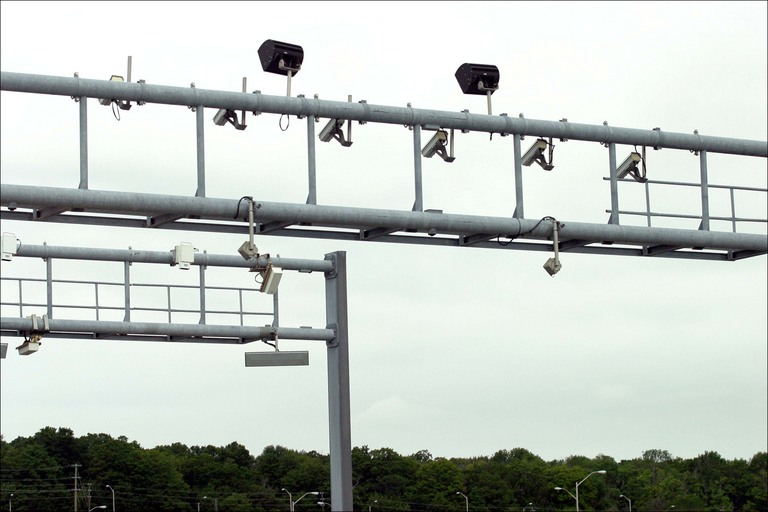
اخذ الکترونیکی عوارض با روش عوارضی ویدئویی در انتاریو کانادا

سه جز اصلی مورد نیاز در مسیر جاده برای اجرای یک سیستم ETC از قرار زیر است:
1. سیستم تشخیص خودرو (AVI)
2. سیستم کلاس بندی ماشین(AVC)
3. سیستم نظارتی-اجرایی تصویری(VES)

## سیستم تشخیص خودرو
AVI به سیستمی گفته می‌شود که تمامی اعمال لازم برای تشخیص خودرو و صاحب آن را برای انجام پروسه شارژ عوارض برای مشتری و همچنین ایجاد یک مکانیسم جمع‌آوری دیتا به منظور مدیریت استراتژیهای مختلف ترافیکی را به عهده دارد. تکنولوژی AVI را می‌توان به دو قسمت اصلی تقسیم کرد:
1. استفاده از پردازش تصویر
2. (RF) فرکانس رادیویی

## سیستم کلاس بندی
AVC به تمامی دستگاه‌ها و پروسسهایی گفته می‌شود که به وسیله آن پیکره خودرو برای مشخص کردن مقدار شارژ عوارض مناسب به کار برده می‌شود. خودروها به دسته‌های مقدماتی مختلفی مانند سواری، کامیون و اتوبوس برای دریافت عوارض تفکیک می‌شوند. از جهت اینکه تعداد فاکتورهایی زیادی برای مشخص کردن مشخصه‌های فیزیکی یک خودرو لازم است به همین جهت تعداد ادوات نصبی در مسیر برای این قسمت نیز زیاد می‌باشد.
استفاده از یک سیستم اتوماتیک برای مشخص کردن ارتفاع خودرو، تشخیص تعداد محورها و به دست آوردن وزن خودرو برای تشخیص صحیح کلاس خودرو لازم است.
عوامل مشخص‌کننده برای تشخیص کلاس خودرو:
- تعداد محورها یا چرخهای خودرو
- ابعاد مانند ارتفاع، طول خودرو
- وزن

## سیستم نظارتی-اجرایی تصویری
VES به تمامی اجزا و پروسسهایی گفته می‌شود که با استفاده از آن می‌توان تصاویر یا عکس از خودروهایی که پرداخت عوارض آن‌ها انجام یا کامل انجام نشده‌است را به دست آورد.
VES برای به دست آوردن تصویر خودروهایی است که از مسیر ETC استفاده کرده ولی تگ ETC آن‌ها معتبر نمی‌باشد یا اصلاً وجود ندارد. سپس از این تصویر برای به دست آوردن پلاک خودروهای متخلف استفاده شده که می‌توان آن را برای پیگیریهای بعدی به کار برد.